# Kaskady w Erywaniu
Kaskady w Erywaniu – kompleks architektoniczny w stolicy Armenii, w Erywaniu. Wznosi się na zboczu wzgórza, położonego na północ od centrum miasta.
Zewnętrznie prezentuje się jako wielkie schody z białego porfiru, ozdobione kwietnikami, fontannami, rzeźbami oraz współczesnymi chaczkarami - kamiennymi płytami z rzeźbionym krzyżem ormiańskim. Nazwa wywodzi się od fontann, które spływają po progach na kształt kaskady.

## Opis
Kaskady, szerokie na 50 m, mają 572 stopnie. Wysokość od najniżej położonego punktu (plac Tamaniana) do najwyżej położonego punktu Kaskad wynosi 302 m. Wewnątrz kaskad wybudowano windę, która bezpłatnie umożliwia wjazd na górę. Na górze Kaskada planowana była budowa dużego szklanego muzeum. Budowa rozpoczęła się, jednak po kilka latach stanęła w miejscu. Powyżej tej niedokończonej części, wznosi się taras widokowy, wznoszący się na wysokości 450 metrów powyżej placu Tamaniana. Na tarasie wznosi się Iglica Pięćdziesięciolecia, postawiona na cześć 50-lecia radzieckiej Armenii. Ze szczytu tarasu rozciąga się wspaniały widok na miasto, a przy dobrej pogodzie także na Ararat. „To jeden z najdziwniejszych i najbardziej spektakularnych budynków muzealnych na świecie” – napisał o Kaskadach amerykański „New York Times”.

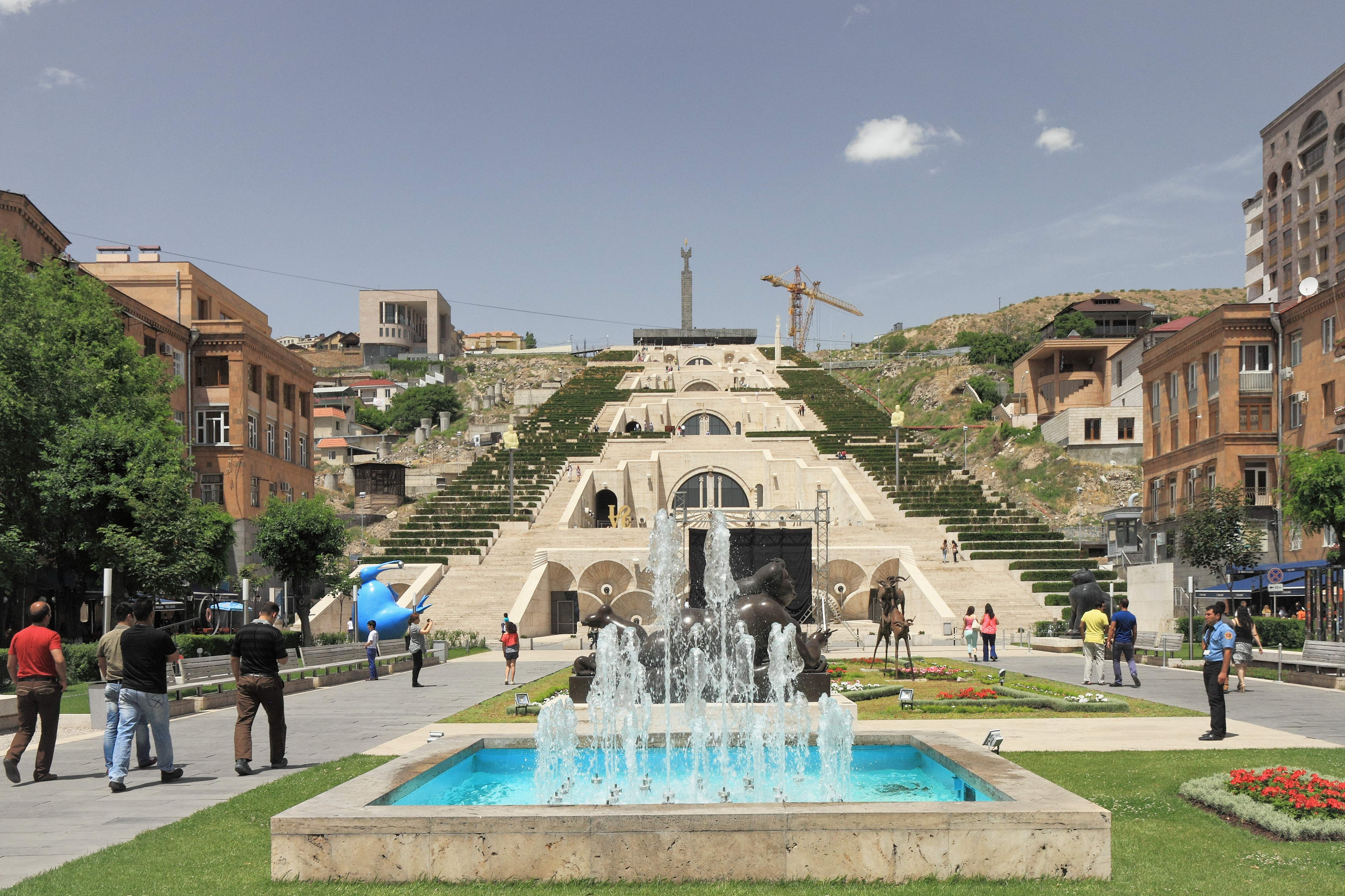
Park przy Kaskadach
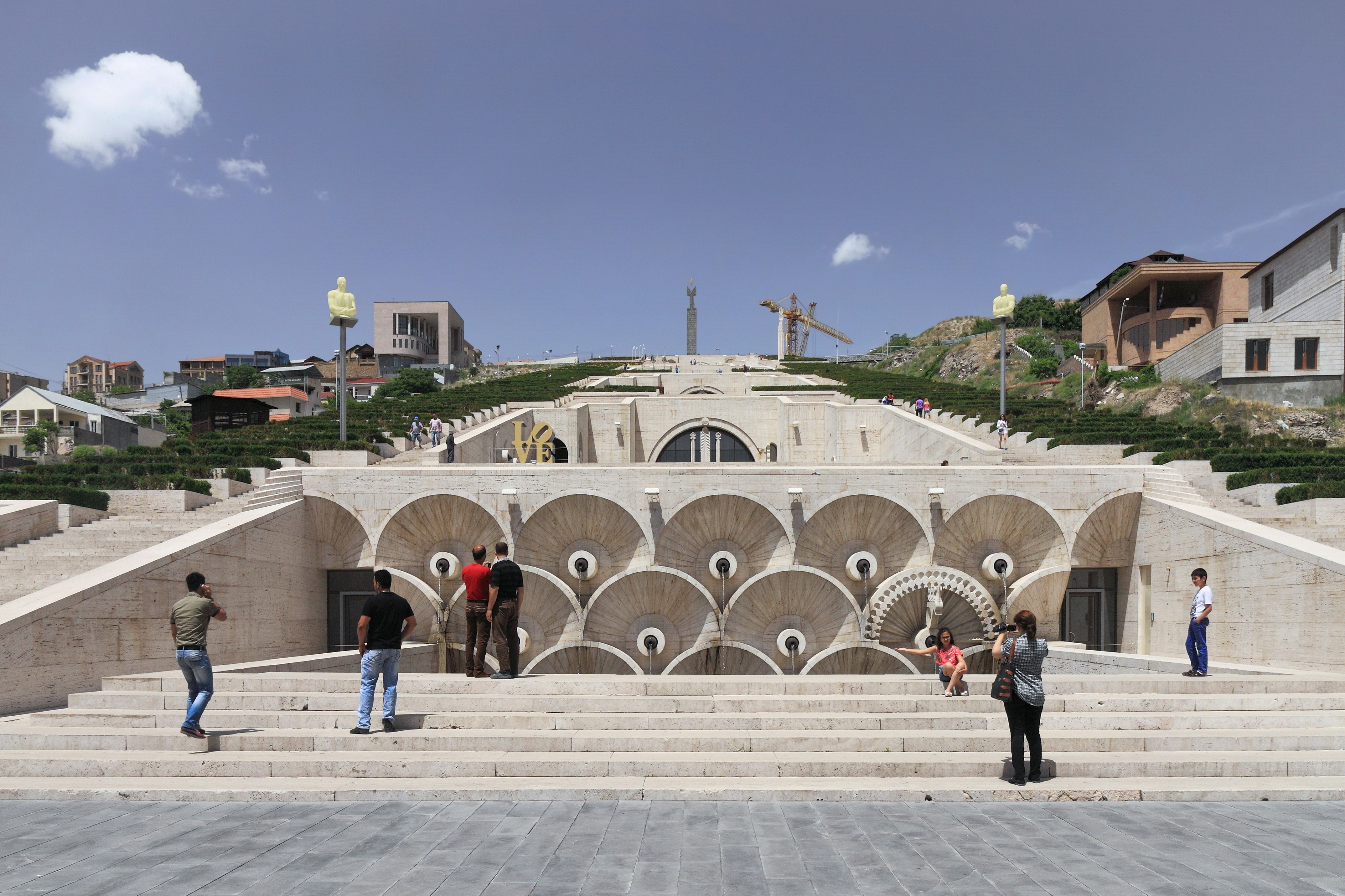
Pierwszy poziom Kaskad
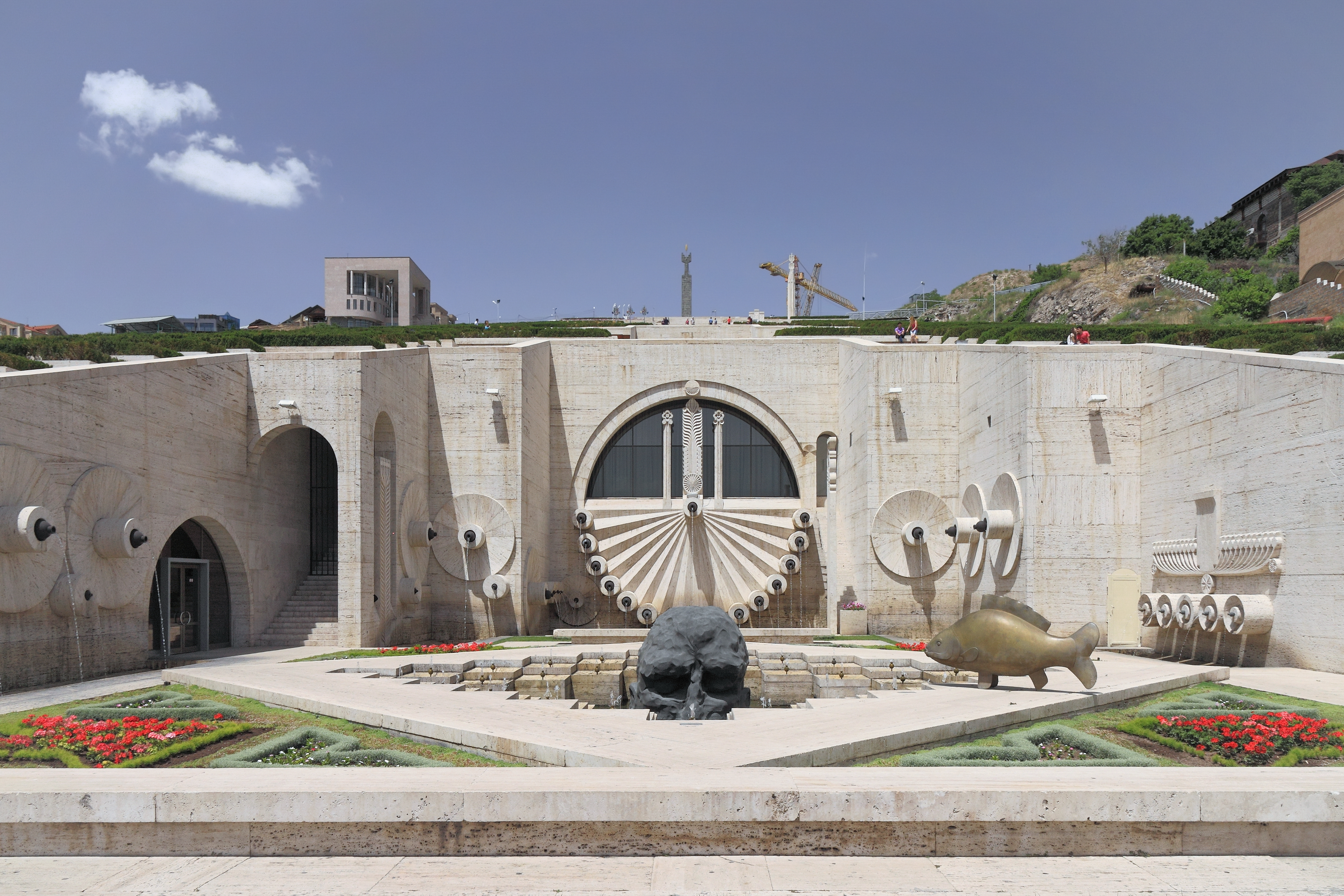
Drugi poziom Kaskad
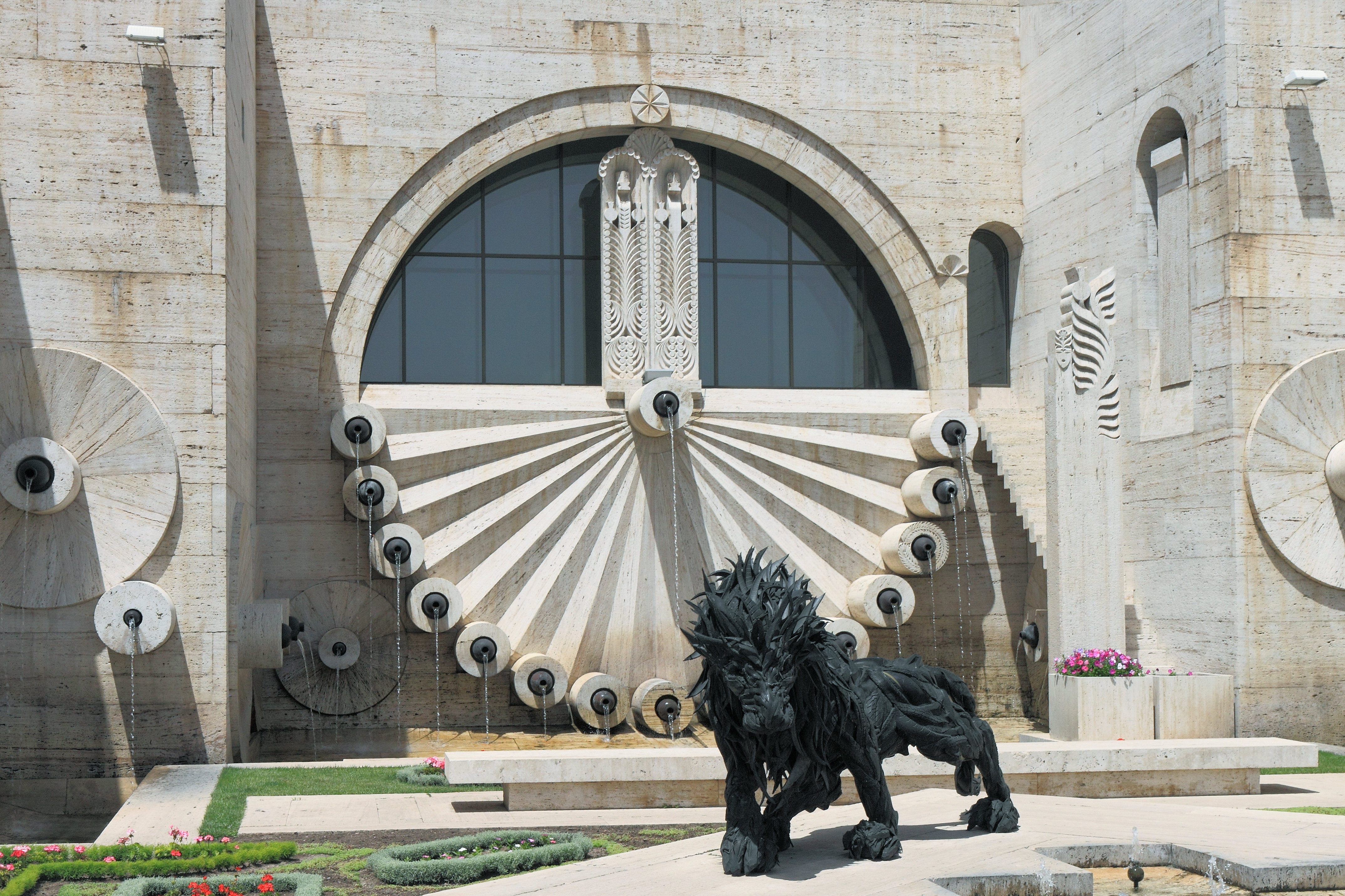
Trzeci poziom Kaskad
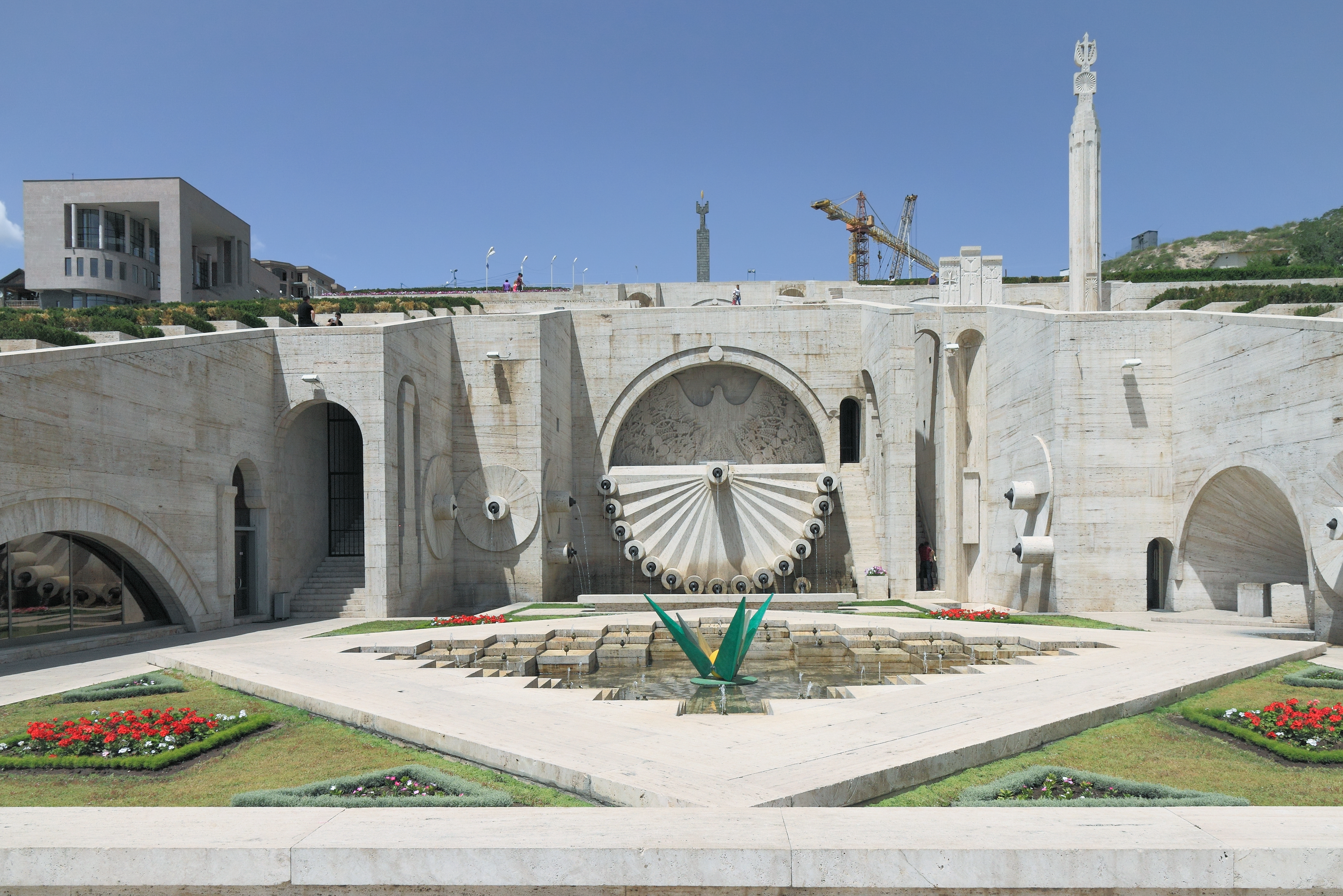
Czwarty poziom Kaskad
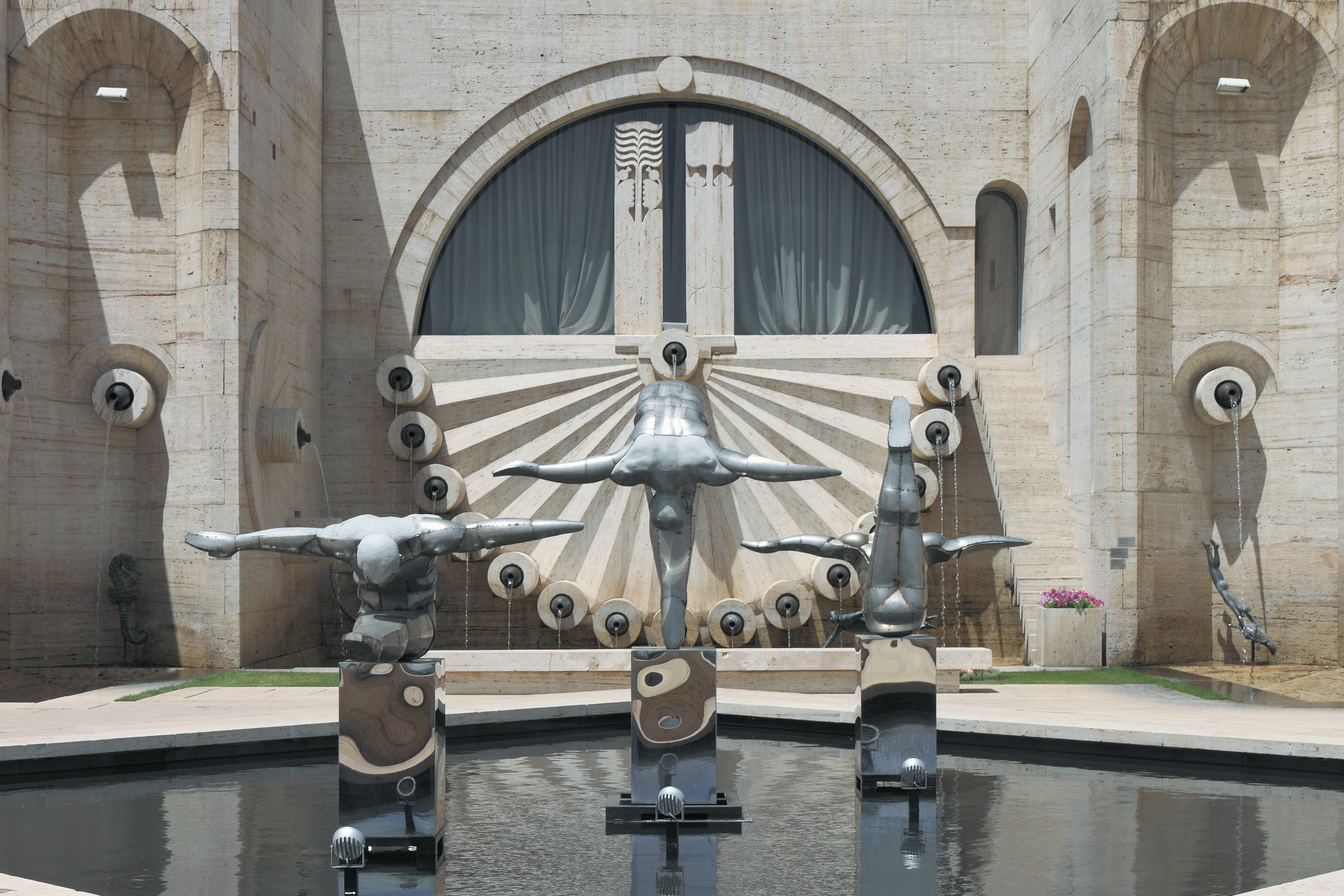
Piąty poziom Kaskad

## Historia
Pierwszy projekt Kaskad opracował żyjący w latach 1878-1936 architekt Aleksandr Tamanian, który zaproponował, aby centralną część miasta połączyć z jej północną częścią w efektowny sposób. Zakładał on urządzenie opadających ku miastu ogrodów stanowiących miejsce odpoczynku i wydarzeń kulturalnych. Plan ten pozostawał w zapomnieniu aż do 1970 roku, kiedy został reaktywowany z inicjatywy Dżima Torosiana, głównego architekta Erywania. Starą koncepcję wzbogacono o schody ruchome oraz skomplikowaną sieć sal i dziedzińców. Wówczas, w latach 70. XX wieku, dla uczczenia 50-lecia radzieckiej Armenii (tej rocznicy poświęcony jest pomnik na szczycie schodów), władze zgodziły się na stworzenie tak wielkiego przedsięwzięcia budowlanego. Prace rozpoczęto jednak dopiero w 1980, ale po trzęsieniu ziemi w 1988 i rozpadzie Związku Radzieckiego, prace zostały wstrzymane z powodu braku funduszy. W niepodległej Armenii, niedokończone Kaskady stały się prowizoryczną sceną muzyczną, na której odbywały się spontaniczne koncerty na wolnym powietrzu.
W 2001 roku budowę przejął żyjący w Stanach Zjednoczonych ormiański milioner, filantrop i kolekcjoner Gerard Cafesjian. Zdecydował się przekształcić całość w muzeum z ekspozycją sztuki nowoczesnej.

## Muzeum Sztuki Cafesjiana
Otwarte w listopadzie 2009 roku muzeum składa się z trzech części: znajdującego się na placu Tamaniana parku z rzeźbami, zewnętrznych kaskad oraz znajdujących się wewnątrz sal wystawowych.
Muzeum znajdujące się wewnątrz, zgromadziło liczne dzieła sztuki, rozmieszczone na kolejnych piętrach-tarasach. Trzon ekspozycji stanowi kolekcja Cafesjiana, obejmująca ponad 5000 prac z dziedziny szkła artystycznego, wśród których czołowe miejsce zajmują dzieła czeskich artystów Stanislava Libenskiego i Jaroslavy Brychtovej. Muzeum prezentuje także grafikę, malarstwo i rzeźbę takich artystów jak Fernando Botero, Arshile Gorky, Jennifer Bartlett i Andy Warhol. Odbywają się tu również wystawy czasowe. W przyszłości Kaskady ma zwieńczyć wieża, w której będą eksponowane dzieła Joana Miró, Pabla Picassa i Marka Chagalla. W muzeum oprócz wystaw, można uczestniczyć w spotkaniach ze znanymi postaciami świata kultury, odbywają się tu festiwale filmowe, koncerty i wszelkiego rodzaju wydarzenia edukacyjne.
Przed samymi Kaskadami znajduje się plac z parkiem zaczynający się pomnikiem Aleksandra Tamaniana, architekta gmachu Teatru Operowego zamykającego panoramę widzianą ze schodów Kaskady. W parku z fontanną i kwiatami, znajduje się wiele rzeźb, w tym od listopada 2002 można tu ujrzeć takie rzeźby jak „Kot” kolumbijskiego twórcy Fernando Botero i „Wojownik rzymski” tegoż samego autora. Na tarasach schodów ustawiono kolejne rzeźby: „Zająca na dzwonie” i „Akrobatów” brytyjskiego rzeźbiarza Barry'ego Flanagana, „Schody” i „Dwóch Obserwatorów” innego brytyjskiego artysty Lynna Chadwicka, rzeźbę „Ahoj” kolejnego Brytyjczyka Paula Coxa oraz kompozycję „Otwarte okno” Stanislava Libenskiego i Jaroslavy Brychtovej.

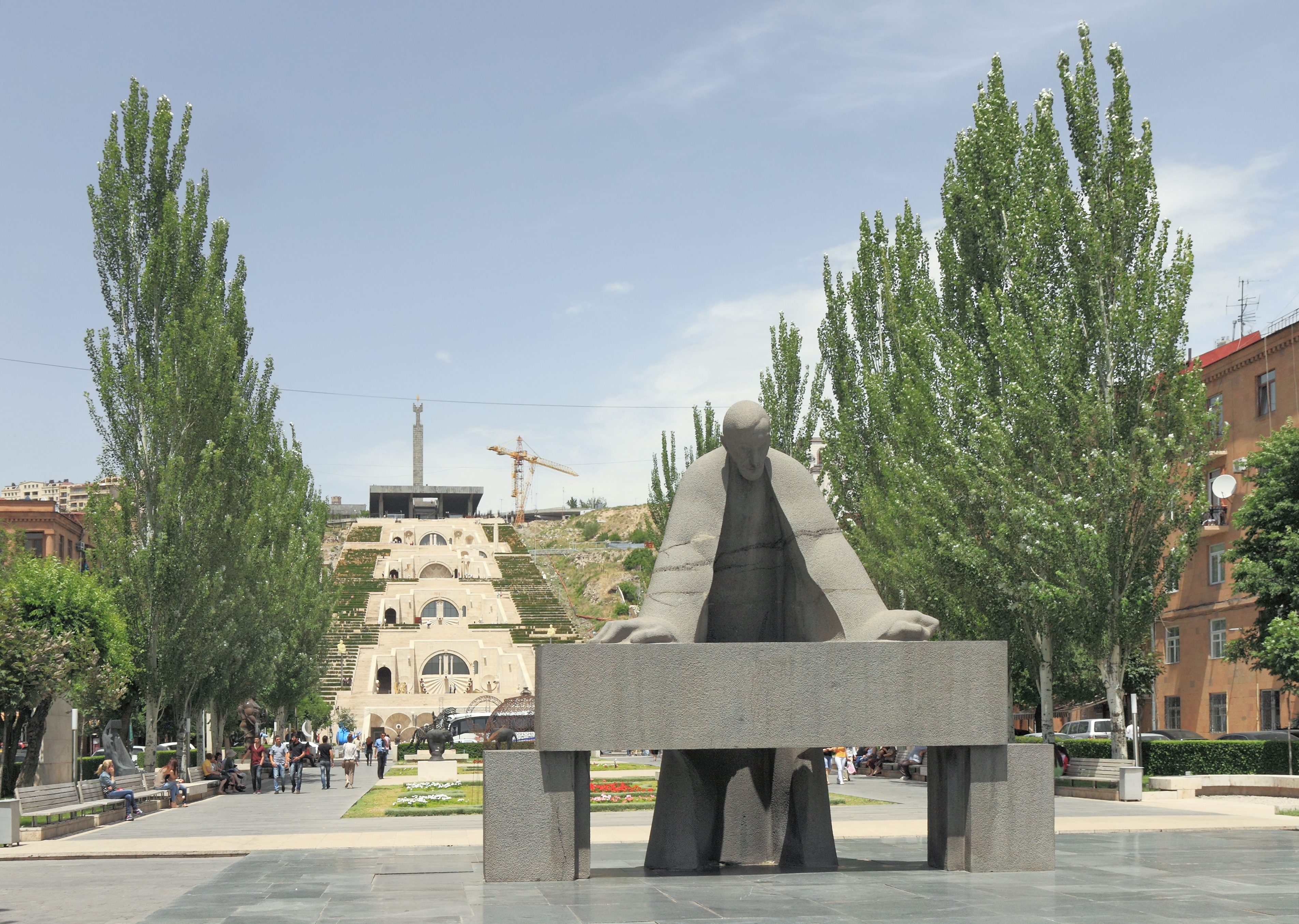
Pomnik Aleksandra Tamaniana
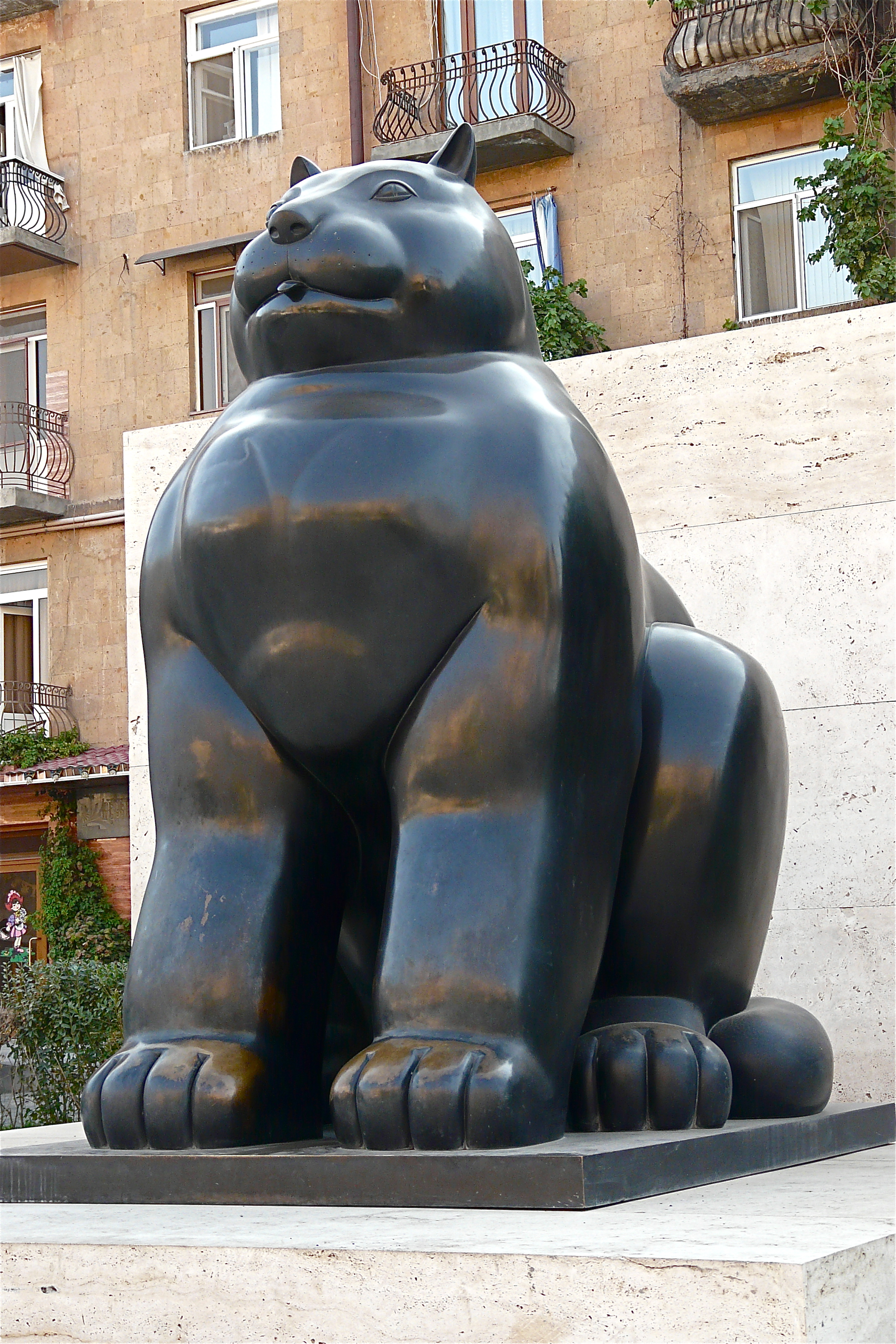
„Kot” autorstwa Fernanda Botero
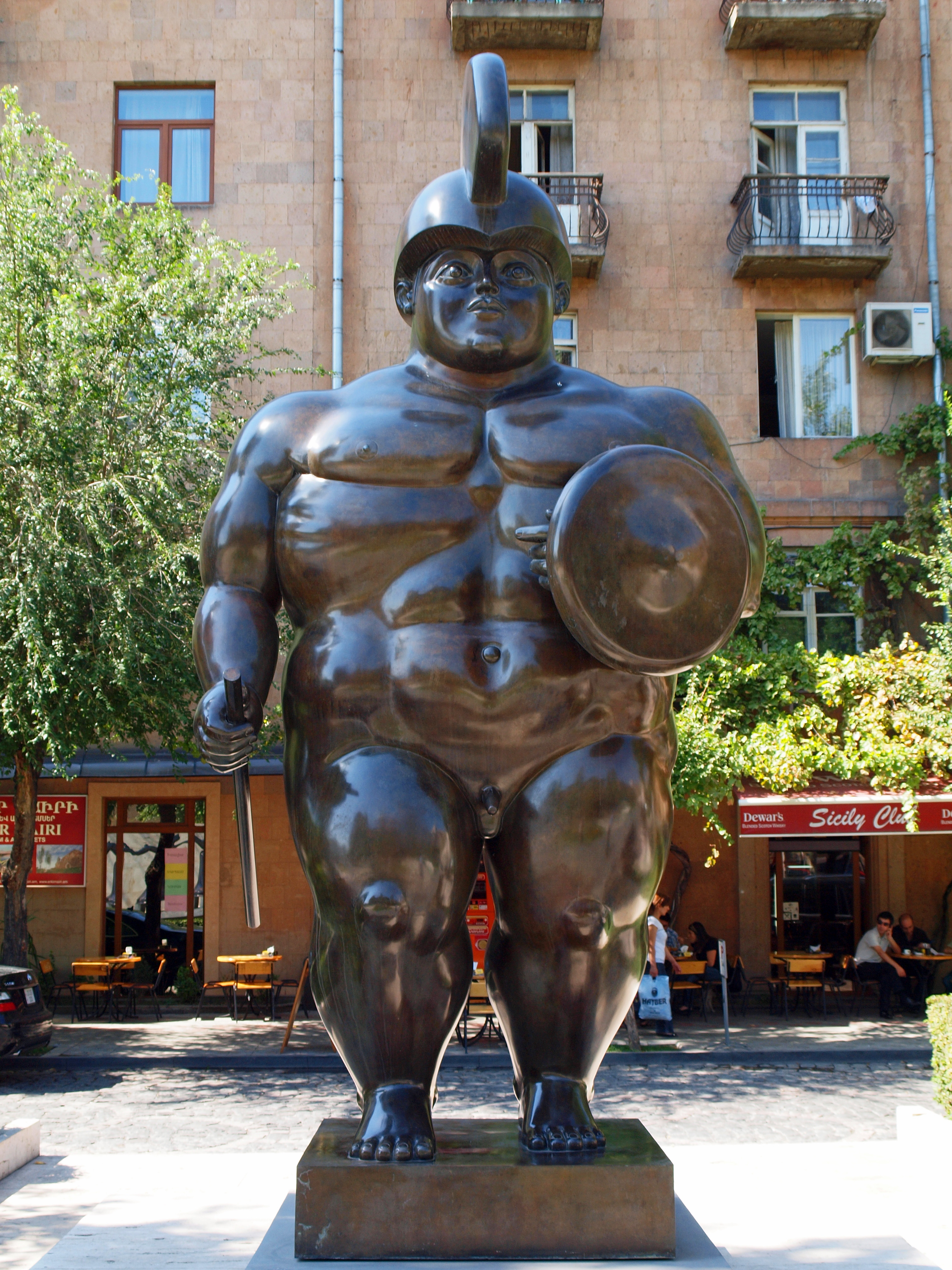
„Wojownik rzymski” autorstwa Fernanda Botero
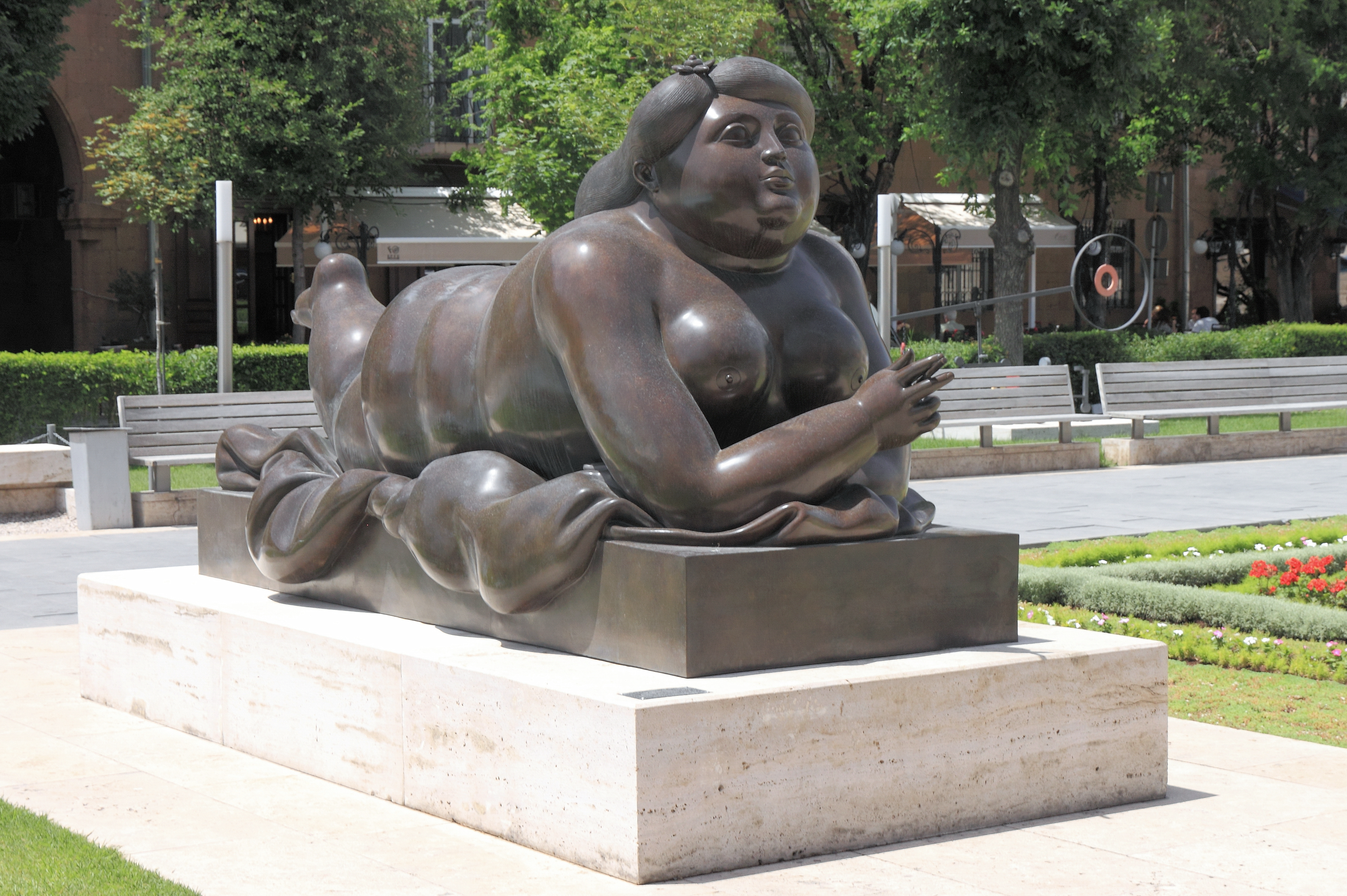
Mujer Fumando un Cigarrillo
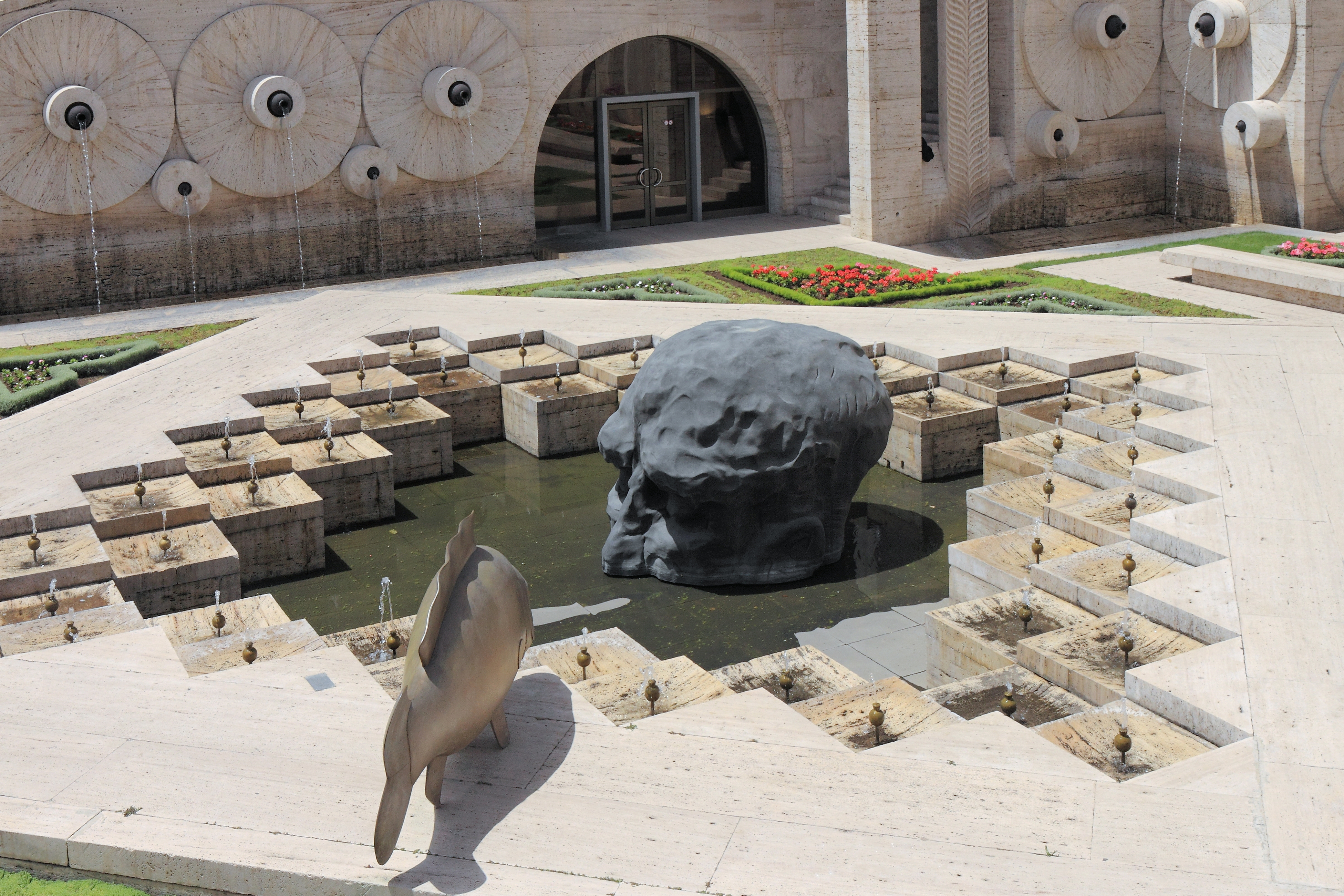
Pomnik gościa
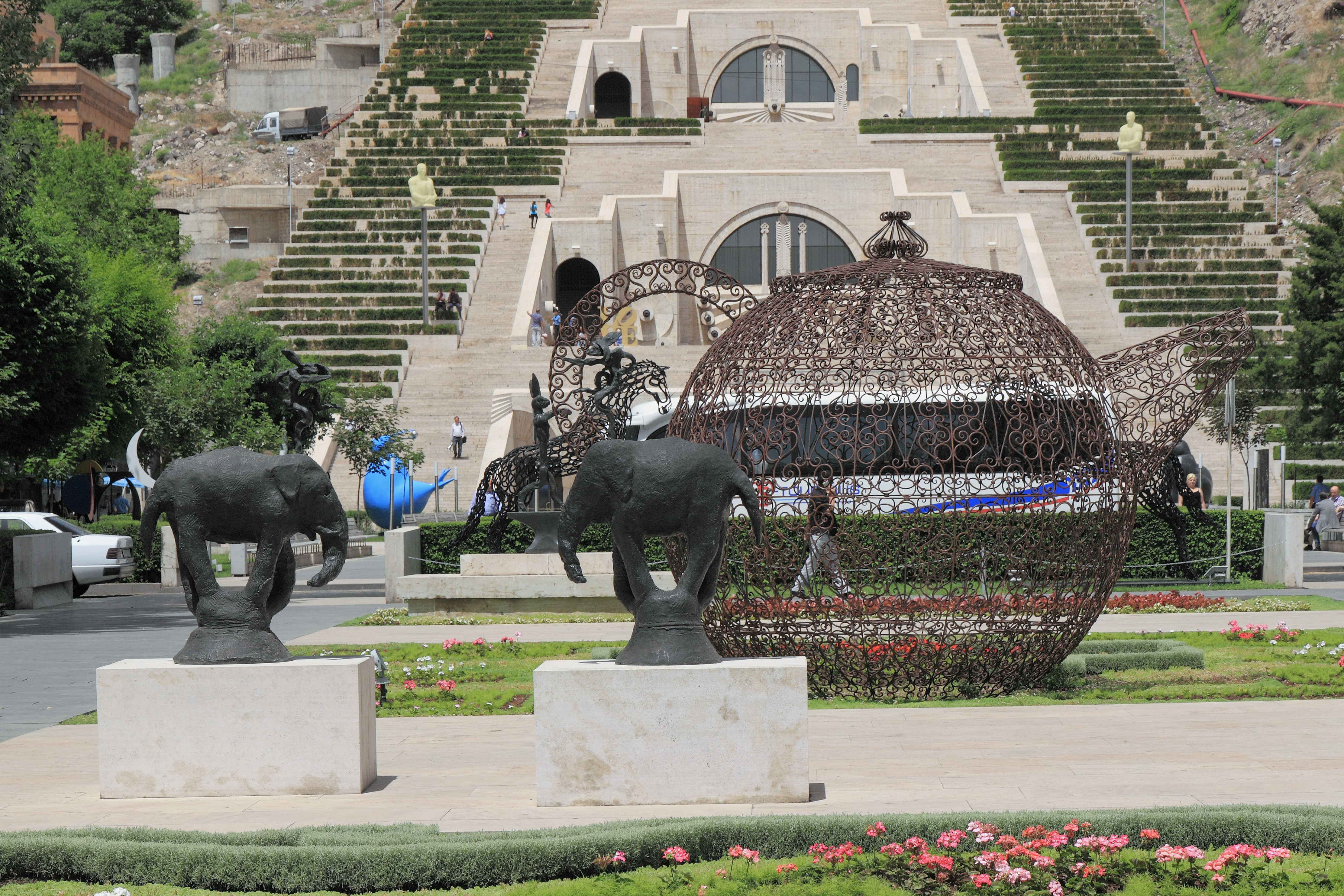
Rzeźby w parku
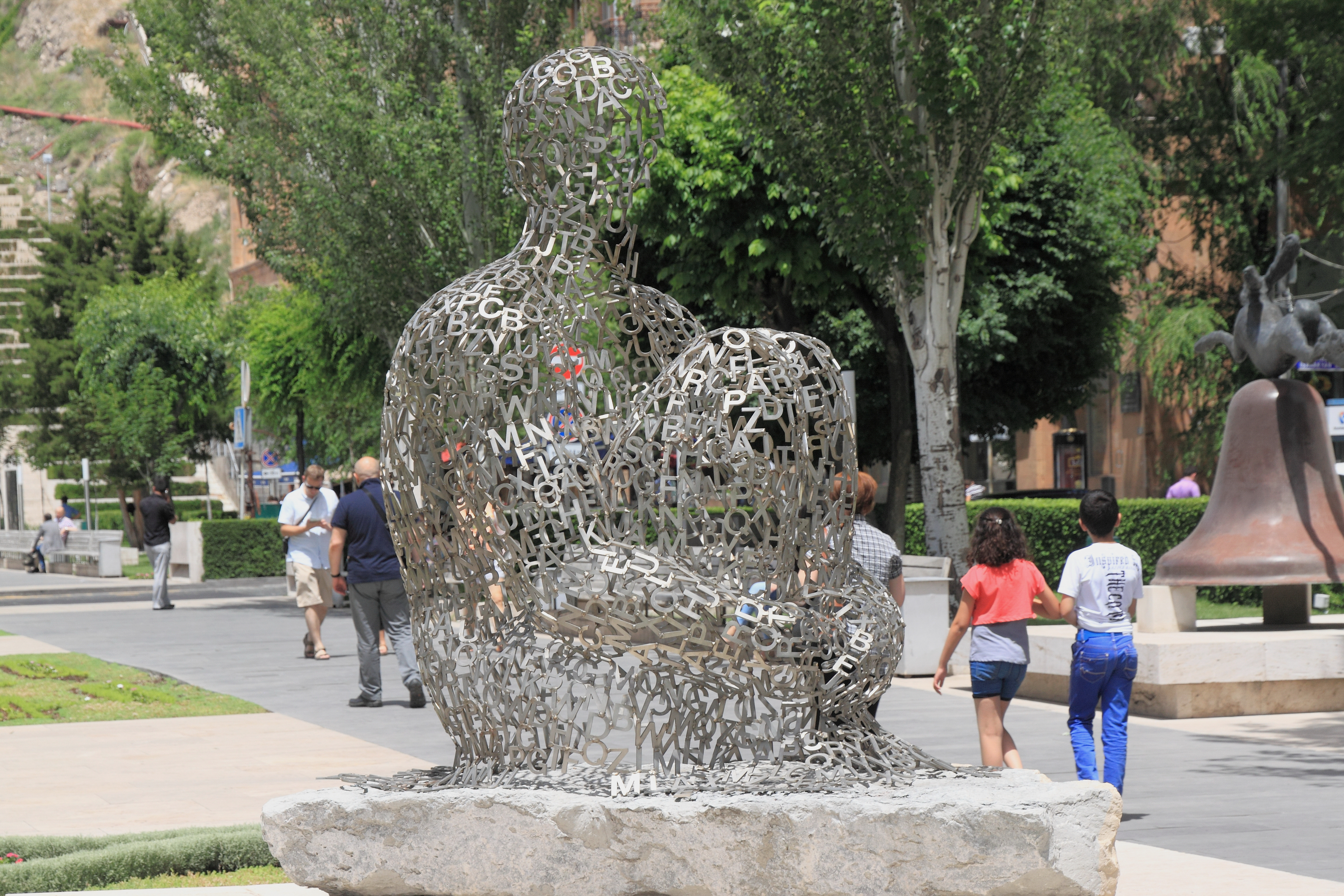
Rzeźba w parku
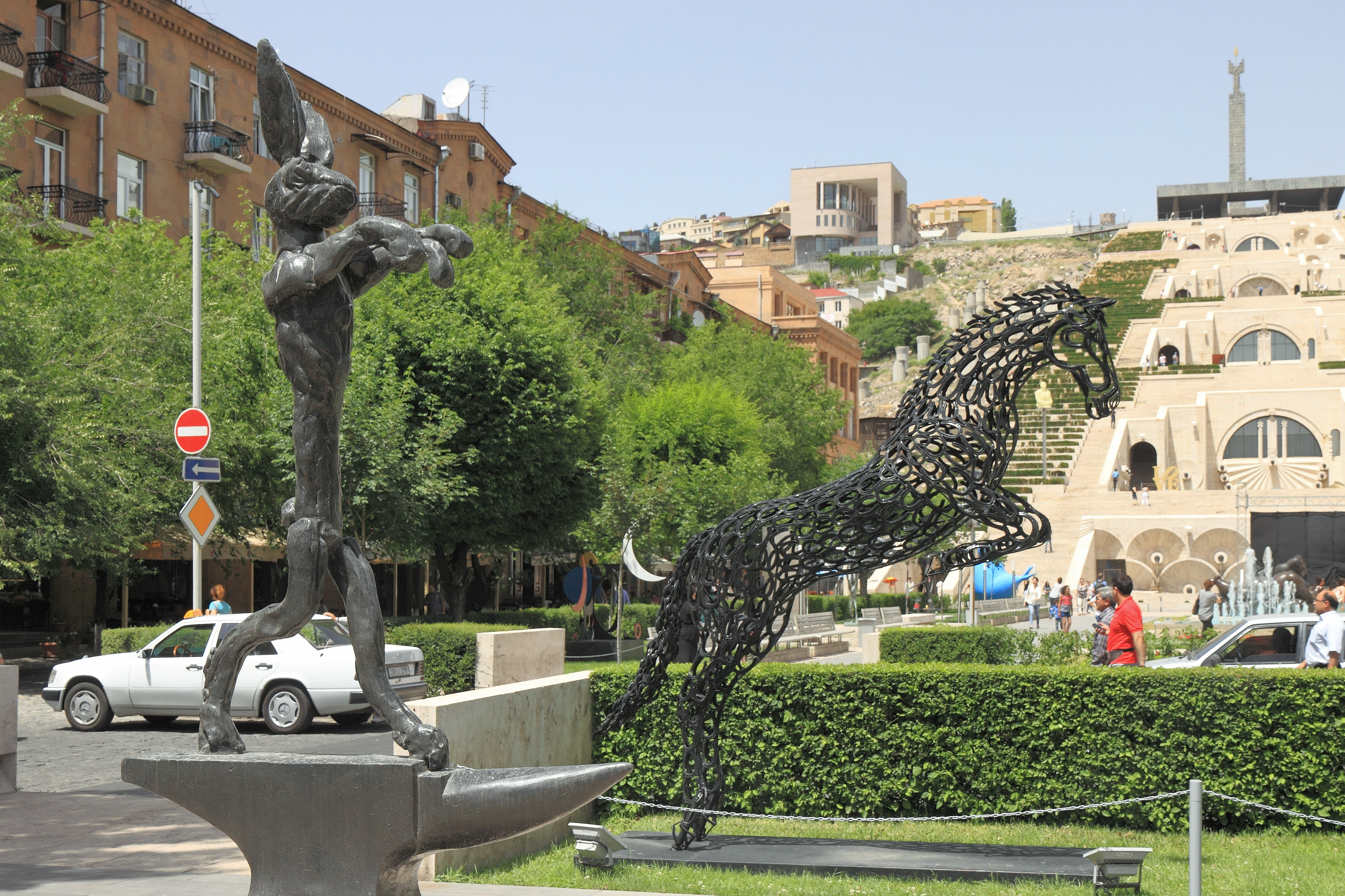
Rzeźby w parku